# Габрешевци
Габрешевци е село в Западна България. То се намира в община Трекляно, област Кюстендил.

## География
Село Габрешевци се намира в планински район, в Западна България, в областта Кюстендилско Краище, на 38 км северозападно от град Кюстендил, в поречието на река Треклянска, по източните склонове на Кобилска планина и по северозападните склонове на Земенска планина, на шосето Кюстендил – Трекляно и Земен – Трекляно. Махали: Ущирина, Мутарска, Димина (Полоканска), Богданова, Пешова, Миткина, Антанашка, Паучевци, Качарска, Водичка, Клисурска, Мановци, Галевци, Заркова, Гьошева, Бусарска, Село, Рамнишка, Буковичина и Самоковска.

## Население
| Година    | 1880 | 1900 | 1926 | 1934 | 1946 | 1956 | 1965 | 1975 | 1984 | 2008 |
| Население | 330  | 479  | 616  | 602  | 503  | 321  | 216  | 122  | 79   | 56   |

Численост и дял на етническите групи според преброяването на населението през 2011 г.:
|                     | Численост | Дял (в %) |
| Общо                | 49        | 100,00    |
| Българи             | 49        | 100,00    |
| Турци               | 0         | 0,00      |
| Цигани              | 0         | 0,00      |
| Други               | 0         | 0,00      |
| Не се самоопределят | 0         | 0,00      |
| Неотговорили        | 0         | 0,00      |

## История
Село Габрешевци е старо средновековно селище, регистрирано в турски данъчни документи от 1570 – 1572 г. под името Габрешовци като тимар към нахия Горно Краище на Кюстендилския санджак с 5 домакинства, 5 ергени и 2 бащини. В списъка на джелепкешаните от 1576 – 77 г. е записано селище Габрешевче към кааза Ълъджа (Кюстендил) с 1 данъкоплатец. Съществуването на селището е засвидетелствано и през XVII век в турски документ от 1626 – 27 г. за събиране на данъка джизие от войнуците, където фигурира с името Габрешник и 10 данъкоплатци.
Името на селото идва от това, че горите над него са богати на дървесния вид габър. Това е най-калоричното при горене дърво и от него се правят най-качествените дървени въглища. В миналото в този район е имало добив на руда и дървените въглища от габър са се използвали за подгряване на пещите, където са топели рудата. Това е ставало в т. нар. самоко̀в, откъдето произлиза името на една от махалите на с. Габрешевци – Самоковска махала.
В края на XIX век селото има 4276 декара землище, от които 1554 дка ниви, 2490 дка гори, 232 дка естествени ливади и се отглеждат 789 овце, 389 кози, 220 говеда и 63 коня. Основен поминък на селяните са земеделието (основно ръж и овес) и животновъдството. Развити са домашните занаяти: има 1 кожухар, 2 колари, 4 шивачи, 2 бакалници и кръчми, 10 воденици.
В селото има училище от 1894 г. През 1928 г. е основано читалище „Зл. Миланов“, а през 1937 г. – Потребителна кооперация „Единство“. През 1949 г. кооперацията става всестранна, а през 1953 г. е присъединена към Селкооп „Спасение“ – с. Трекляно.
През 1958 г. е учредено ТКЗС „Червено знаме“-Тодор Стаменов е първият председател на ТКЗС „Червено знаме“, което от 1979 г. – в състава на АПК „Краище“, което от 1983 г. е поделение на ЦКС. Селото е електрифицирано (1964 – 8). Построени са мост и кооперативен дом с магазин (1970).
Активни миграционни процеси.

## Исторически, културни и природни забележителности
- Късносредновековна църква. Намира се в селските гробища. Представлява малка еднокорабна и едноапсидна църква с дължина 4,50 м и ширина 3,70 м. Ширината на апсидата е 1,20 м., на входа – 0,70 м. Апсидата е полукръгла. На източната стена, вляво от апсидата, има полукръгла ниша, а на северната стена – четвъртита. Градежът е от ломени камъни и бигор, на места изравнявани с тухли и керемиди. Дебелината на стените е 0,65 м., а запазената височина – 1,50 – 1,70 м.
- Оброк „Свети Атанас“. Намира се на около 600 метра югоизточно от гробищата, в местността „Атанас“, върху речна тераса, до вековен дъб. На мястото има развалини от стара църква, известна като Латинската църква.
- Паметник с паметна плоча на загиналите през войните за освобождение на България.
- С общи усилия на съселяните и доброволни дарения е построен действащ параклис. Стените му са красиво изрисувани от известен кюстендилски художник.
- Пещерата Ямките, която се намира на хълма над Пешовата махала. Има предание, че тя минава под реката и има изход над гробището на отсрещния хълм. По времето на партизанското движение там са се крили партизани.

## Религии
Село Габрешевци принадлежи в църковно-административно отношение към Софийска епархия, архиерейско наместничество Кюстендил. Населението изповядва източното православие.

## Личности
- Крум Григоров (1909 – 1987), български писател, роден в Габрешевци.
- Стою Станоев (р. 1921) е български политик от БКП.
- Стамен Стоименов – (1924 - 2002), дипломат.
- Васил Иванов Захариев – професор, д-р на науките (12.03.1929 г.-14.11.2006 г.) Той е първият български изследовател и единствен, участвал през цял период на антарктическа експедиция – XIII САЕ/1967 – 1969 г./. Има забележителни публикации в областта на метеорологията.
- Йордан Стоименов – професор по психиатрия, декан на Плевенската медицинска академия.
- Георги Григоров (р. 1940) – бивш министър на строителството преди промените и бивш първи секретар на БКП в Кюстендилски окръг. Понастоящем зам.председател на строителната асоциация. Инженер.
- Раденко Григоров – род.1913 г. Дипломат.
- Здравчо Макариев Иванов – доктор на селскостопанските науки
- Кирил Воденичаров – световен шампион по парашутизъм на единичен доцелен скок за 1958 г. Братислава.
- Валентина Деспотова – народна певица.

## Редовни събития
Всяка година на Спасов ден през месец юни се прави събор и се дават сувенири на юбилярите, които правят кръгла годишнина.

## Кухня
- Хляб изпечен в подница.
- Зелник – специална вита баница със сирене, в средата с плънка от киселец, лук и лапад. Баницата се покрива с Метален капак, наречен връшник, върху който се слага ЖАР и баницата се изпича.